# Conocara fiolenti
Conocara fiolenti är en fiskart som beskrevs av Sazonov och Ivanov, 1979. Conocara fiolenti ingår i släktet Conocara och familjen Alepocephalidae. Inga underarter finns listade i Catalogue of Life.